# Björn Phau
Björn Phau, né le 4 octobre 1979 à Darmstadt, est un joueur de tennis allemand, professionnel entre 1999 et 2014.
Il est d'origine indonésienne du côté de son père.

## Carrière
Il n'a remporté aucun tournoi de l'ATP World Tour mais a atteint à cinq reprises les demi-finales : à Tokyo en 2005, Casablanca en 2006, Pékin en 2008, Houston en 2009 et Zagreb en 2014. Il s'est néanmoins imposé sept fois sur le circuit Challenger en simple (Bronx en 2001, Busan en 2005, Biella et Alexandrie en 2010, Marbourg en 2011 et Heilbronn et Bergame en 2012) et neuf fois en double. Son meilleur résultat dans un tournoi du Grand Chelem est un quart de finale en double lors des Internationaux de France 2006 avec Alexander Peya.
Il a réussi à éliminer l'Américain Andre Agassi (7-5, 7-5) au tournoi de Dubaï 2006 et semble avoir impressionné ce dernier puisqu'il a déclaré que Björn Phau faisait partie des trois joueurs les plus rapides du circuit (avec Roger Federer mais derrière Rafael Nadal).

## Palmarès

### Finale en double messieurs
| No | Date       | Nom et lieu du tournoi    | Catégorie   | Dotation  | Surface      | Vainqueurs                   | Partenaire     | Score    |          |
| -- | ---------- | ------------------------- | ----------- | --------- | ------------ | ---------------------------- | -------------- | -------- | -------- |
| 1  | 01-05-2006 | BMW Open by FWU AG Munich | Int' Series | 355 000 $ | Terre (ext.) | Andrei Pavel Alexander Waske | Alexander Peya | 6-4, 6-2 | Parcours |

## Parcours dans les tournois duGrand Chelem

### En simple
| Année | Open d'Australie | Open d'Australie | Internationaux de France | Internationaux de France | Wimbledon       | Wimbledon    | US Open         | US Open     |
| ----- | ---------------- | ---------------- | ------------------------ | ------------------------ | --------------- | ------------ | --------------- | ----------- |
| 2000  | —                | —                | 1er tour (1/64)          | B. Ulihrach              | —               | —            | —               | —           |
| 2001  | —                | —                | —                        | —                        | —               | —            | 2e tour (1/32)  | J. Novák    |
| 2002  | —                | —                | —                        | —                        | —               | —            | —               | —           |
| 2003  | 1er tour (1/64)  | F. Santoro       | —                        | —                        | —               | —            | —               | —           |
| 2004  | —                | —                | —                        | —                        | —               | —            | —               | —           |
| 2005  | 2e tour (1/32)   | M. Ančić         | 1er tour (1/64)          | J. Novák                 | 1er tour (1/64) | F. López     | 2e tour (1/32)  | J. Nieminen |
| 2006  | 2e tour (1/32)   | L. Horna         | 1er tour (1/64)          | P.-H. Mathieu            | 1er tour (1/64) | J. Benneteau | 2e tour (1/32)  | X. Malisse  |
| 2007  | 1er tour (1/64)  | R. Federer       | —                        | —                        | —               | —            | 1er tour (1/64) | C. Moyà     |
| 2008  | —                | —                | —                        | —                        | —               | —            | 1er tour (1/64) | R. Nadal    |
| 2009  | 1er tour (1/64)  | B. Klein         | —                        | —                        | 1er tour (1/64) | V. Crivoi    | 1er tour (1/64) | A. Roddick  |
| 2010  | —                | —                | —                        | —                        | —               | —            | 1er tour (1/64) | R. Mello    |
| 2011  | 1er tour (1/64)  | M. Raonic        | 1er tour (1/64)          | G. Monfils               | —               | —            | —               | —           |
| 2012  | 1er tour (1/64)  | O. Rochus        | 1er tour (1/64)          | P.-H. Mathieu            | 2e tour (1/32)  | A. Roddick   | 2e tour (1/32)  | R. Federer  |
| 2013  | 1er tour (1/64)  | S. Devvarman     | —                        | —                        | —               | —            | —               | —           |

N.B. : à droite du résultat se trouve le nom de l'ultime adversaire.

### En double
| Année | Open d'Australie               | Open d'Australie        | Internationaux de France    | Internationaux de France     | Wimbledon               | Wimbledon             | US Open                       | US Open                  |
| ----- | ------------------------------ | ----------------------- | --------------------------- | ---------------------------- | ----------------------- | --------------------- | ----------------------------- | ------------------------ |
| 2006  | 1er tour (1/32) L. Burgsmüller | Y. Allegro K. Vliegen   | 1/4 de finale A. Peya       | L. Dlouhý P. Vízner          | 2e tour (1/16) A. Peya  | S. Huss W. Moodie     | 2e tour (1/16) A. Peya        | M. Damm L. Paes          |
| 2007  | 1er tour (1/32) A. Peya        | P. Hanley K. Ullyett    | 1er tour (1/32) A. Peya     | A. Pavel A. Waske            | —                       | —                     | —                             | —                        |
| 2008  | —                              | —                       | —                           | —                            | —                       | —                     | —                             | —                        |
| 2009  | —                              | —                       | —                           | —                            | 1er tour (1/32) Lu Y-h. | I. Andreev E. Korolev | —                             | —                        |
| 2010  | —                              | —                       | —                           | —                            | —                       | —                     | 1er tour (1/32) A. Dolgopolov | B. Bryan M. Bryan        |
| 2011  | 1/8 de finale J. Tipsarević    | J. Melzer P. Petzschner | —                           | —                            | —                       | —                     | —                             | —                        |
| 2012  | —                              | —                       | 2e tour (1/16) A. Shamasdin | A.-U.-H. Qureshi J.-J. Rojer | —                       | —                     | 1er tour (1/32) M. Kohlmann   | S. Stakhovsky V. Troicki |

N.B. : le nom du ou de la partenaire se trouve sous le résultat ; le nom des ultimes adversaires se trouve à droite.

## Parcours dans lesMasters 1000
| Année | Indian Wells            | Miami               | Monte-Carlo | Rome | Hambourg            | Canada              | Cincinnati          | Stuttgart          | Paris |
| ----- | ----------------------- | ------------------- | ----------- | ---- | ------------------- | ------------------- | ------------------- | ------------------ | ----- |
| 2000  | —                       | —                   | —           | —    | —                   | —                   | —                   | 1er tour N. Escudé | —     |
| 2001  | —                       | —                   | —           | —    | —                   | —                   | —                   | —                  | —     |
| 2002  | —                       | —                   | —           | —    | 2e tour L. Hewitt   | —                   | —                   | —                  | —     |
| 2003  | —                       | —                   | —           | —    | —                   | —                   | —                   | —                  | —     |
| 2004  | —                       | —                   | —           | —    | —                   | —                   | —                   | —                  | —     |
| 2005  | —                       | 2e tour G. Gaudio   | —           | —    | —                   | —                   | —                   | —                  | —     |
| 2006  | —                       | 2e tour C. Rochus   | —           | —    | 2e tour R. Štěpánek | 1er tour J. Acasuso | 1er tour M. Youzhny | —                  | —     |
| 2007  | 1er tour J. Björkman    | —                   | —           | —    | —                   | —                   | —                   | —                  | —     |
| 2008  | —                       | —                   | —           | —    | —                   | —                   | —                   | —                  | —     |
| 2009  | 1er tour R. Kendrick    | 3e tour V. Troicki  | —           | —    | —                   | —                   | —                   | —                  | —     |
| 2010  | 1er tour K. Anderson    | —                   | —           | —    | —                   | —                   | —                   | —                  | —     |
| 2011  | 1er tour M. Berrer      | —                   | —           | —    | —                   | —                   | —                   | —                  | —     |
| 2012  | 2e tour N. Davydenko    | 2e tour F. Verdasco | —           | —    | —                   | —                   | —                   | —                  | —     |
| 2013  | 3e tour J. M. del Potro | —                   | —           | —    | —                   | —                   | —                   | —                  | —     |

N.B. : sous le résultat se trouve le nom de l’ultime adversaire.